# Action Against Hunger
Action Against Hunger („Acțiune împotriva Foametei”, în franceză Action Contre La Faim, acronim ACF) este o organizație umanitară globală care a apărut în Franța și se angajează să elimine foametea în lume. Organizația ajută copiii subnutriți și oferă comunităților acces la apă potabilă și soluții durabile pentru combatea foamea.
În 2022, Action Against Hunger a activat în 56 de țări din întreaga lume, cu peste 8.990 de angajați, ajutând 28 de milioane de oameni în nevoie.
Action Against Hunger a fost înființată în 1979 de un grup de medici, oameni de știință și scriitori francezi. Fizicianul Alfred Kastler, câștigător al Premiului Nobel, a fost primul președinte al organizației.

## Rețeaua internațională
În 2022, Rețeaua internațională Action Against Hunger este prezentă în 56 de țări: 

### Africa
Burkina Faso, Burundi, Camerun, Coasta de Fildeș, Etiopia, Kenya, Liberia, Malawi, Madagascar, Mali, Mauritania, Niger, Nigeria, Uganda, Republica Centrafricană, Republica Democratică Congo, Senegal, Sierra Leone, Somalia, Sudan de Sud, Sudan, Tanzania, Ciad, Zimbabwe, Zambia

### Asia
Bangladesh, Myanmar, Cambodgia, India, Indonezia, Nepal, Pakistan, Filipine

### Caraibe
Haiti

### Europa
Turcia, Ucraina, Moldova, România, Polonia

### Orientul Mijlociu
Afganistan, Liban, Siria, Teritoriile palestiniene, Yemen, Iordania, Irak

### America Latină
Columbia, Guatemala, Nicaragua, Paraguay, Peru, Honduras, Venezuela